# 20.000 leghe sotto la terra
20.000 leghe sotto la terra (War-Gods of the Deep) è un film di fantascienza del 1965, diretto da Jacques Tourneur.
Nonostante il titolo italiano richiami Ventimila leghe sotto i mari di Jules Verne, il soggetto è basato su La città nel mare di Edgar Allan Poe.

## Trama
In una spettrale dimora che si erge a picco su una scogliera della Cornovaglia, la giovane Jill scompare misteriosamente. Ben, un ingegnere minerario, sospetta un rapimento, e deciso a scoprire che cosa sia accaduto veramente, comincia a indagare. La ragazza, effettivamente, è stata rapita, ma i rapitori non sono comuni delinquenti, bensì esseri anfibi antropomorfi usciti nottetempo dal mare. Sotto la villa, nelle profondità marine, esiste una città governata da un singolare individuo che comanda un esercito di uomini-pesce.

## Produzione
È l'ultimo film diretto dal regista francese.

## Critica
(Fantafilm)